# Професия: Стриптийзьор 3
„Професия: Стриптийзьор 3“ (на английски: Magic Mike's Last Dance) е американска трагикомедия от 2023 г. на режисьора Стивън Содърбърг, сценарият е на Рийд Каролин, и е продуциран от Чанинг Тейтъм. Като продължение на „Професия: Стриптизьор“ (2012) и „Професия: Стриптизьор 2“ (2015), във филма участват Тейтъм и Салма Хайек.
Филмът е пуснат по кината на 10 февруари 2023 г. от „Уорнър Брос Пикчърс“ и получава смесени отзиви от критиците.

## Актьорски състав
- Чанинг Тейтъм – Майк Лейн
- Салма Хайек – Максандра Мендоза
- Аюб Кан-Дин – Виктор
- Джемелия Джордж – Зейди
- Джулиет Мотамед – Хана
- Вики Пепердайн – Една Ийгълбауер
- Гейвин Споукс – Матю
- Алън Кокс – Роджър
- Кейтлин Джерард – Ким
- Кристофър Бекомо – съпруг на Ким